# Détecteur de chauves-souris
 (juin 2020).
Si vous disposez d'ouvrages ou d'articles de référence ou si vous connaissez des sites web de qualité traitant du thème abordé ici, merci de compléter l'article en donnant les références utiles à sa vérifiabilité et en les liant à la section « Notes et références ».

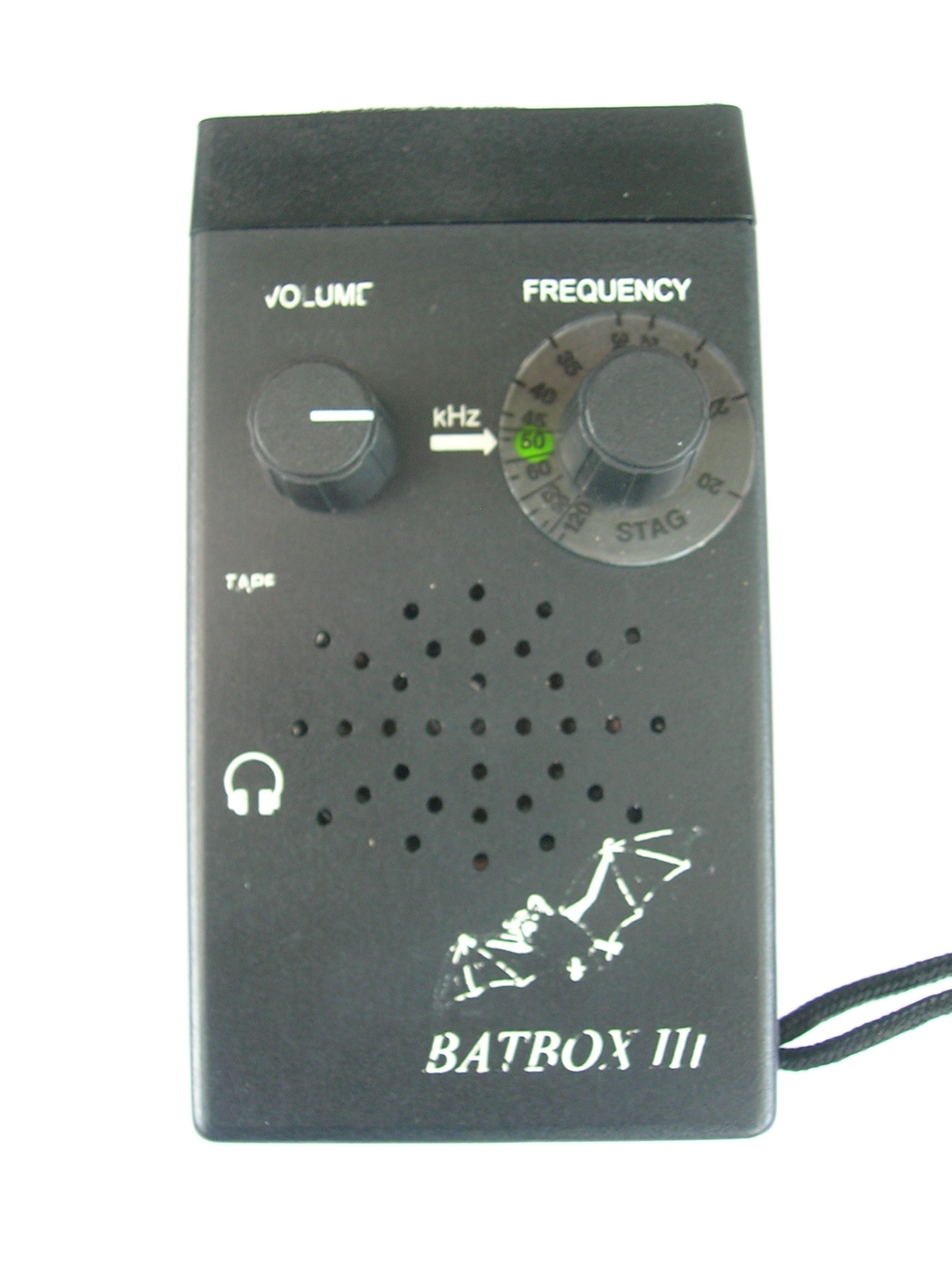
Détecteur de chauves-souris hétérodyne.

Un détecteur de chauves-souris est un appareil électronique permettant de rendre audibles les ultrasons émis par les chauves-souris.  Il comporte un microphone fonctionnant dans les ultrasons, une unité de traitement et un haut-parleur ou un écouteur et, éventuellement, un dispositif d'enregistrement.  Plusieurs techniques sont utilisées : la translation de fréquence (hétérodyne), la division de fréquence, l'expansion du signal.